# 3 000 mètres aux championnats d'Europe d'athlétisme en salle
Pour un article plus général, voir Championnats d'Europe d'athlétisme en salle.
Le 3 000 mètres masculin fait partie des épreuves inscrites au programme des premiers Championnats d'Europe en salle (Jeux européens en salle de 1966 à 1969). Le 3 000 m féminin fait son apparition dans cette compétition en 1982.
Avec quatre médailles d'or, le Norvégien Jakob Ingebrigtsen est l'athlète masculin le plus titré dans cette épreuve. La Néerlandaise Elly van Hulst détient le record de victoires féminines avec trois titres. 
Les records des championnats d'Europe en salle appartiennent chez les hommes au Turc Ali Kaya (7 min 38 s 42 en 2015), et chez les femmes à la Britannique Laura Muir (8 min 30 s 61 en 2019).

## Palmarès

### Hommes
| Édition                        | Or                       | Argent                      | Bronze                               |                         |
| Jeux européens en salle        | Jeux européens en salle  | Jeux européens en salle     | Jeux européens en salle              | Jeux européens en salle |
| ------------------------------ | ------------------------ | --------------------------- | ------------------------------------ | ----------------------- |
| 1966                           | Harald Norpoth (FRG)     | Siegfried Herrmann (GDR)    | István Kiss (HUN)                    |                         |
| 1967                           | Werner Girke (FRG)       | Rashid Sharafetdinov (URS)  | Lajos Mecser (HUN)                   |                         |
| 1968                           | Viktor Kudinskiy (URS)   | Bernd Diessner (GDR)        | Wolfgang Zur (FRG)                   |                         |
| 1969                           | Ian Stewart (GBR)        | Javier Álvarez (ESP)        | Werner Girke (FRG)                   |                         |
| Championnats d'Europe en salle |                          |                             |                                      |                         |
| 1970                           | Ricky Wilde (GBR)        | Harald Norpoth (FRG)        | Javier Álvarez (ESP)                 |                         |
| 1971                           | Peter Stewart (GBR)      | Wilfried Scholz (GDR)       | Yuriy Aleksashin (URS)               |                         |
| 1972                           | Juris Grustins (URS)     | Yuriy Aleksashin (URS)      | Ulrich Brugger (FRG)                 |                         |
| 1973                           | Emiel Puttemans (BEL)    | Willy Polleunis (BEL)       | Pekka Päivärinta (FIN)               |                         |
| 1974                           | Emiel Puttemans (BEL)    | Paul Thijs (BEL)            | Pavel Pěnkava (TCH)                  |                         |
| 1975                           | Ian Stewart (GBR)        | Pekka Päivärinta (FIN)      | Boris Kuznetsov (URS)                |                         |
| 1976                           | Ingo Sensburg (FRG)      | Józef Ziubrak (POL)         | Ray Smedley (GBR)                    |                         |
| 1977                           | Karl Fleschen (FRG)      | Pekka Päivärinta (FIN)      | Markus Ryffel (SUI)                  |                         |
| 1978                           | Markus Ryffel (SUI)      | Emiel Puttemans (BEL)       | Jörg Peter (GDR)                     |                         |
| 1979                           | Markus Ryffel (SUI)      | Christoph Herle (FRG)       | Aleksandr Fedotkin (URS)             |                         |
| 1980                           | Karl Fleschen (FRG)      | Klaas Lok (NED)             | Hans-Jürgen Orthmann (FRG)           |                         |
| 1981                           | Alexandre Gonzalez (FRA) | Evgeni Ignatov (BUL)        | Valeriy Abramov (URS)                |                         |
| 1982                           | Patriz Ilg (FRG)         | Alberto Cova (ITA)          | Valeriy Abramov (URS)                |                         |
| 1983                           | Dragan Zdravković (YUG)  | Valeriy Abramov (URS)       | Uwe Mönkemeyer (FRG)                 |                         |
| 1984                           | Lubomír Tesáček (TCH)    | Markus Ryffel (SUI)         | Karl Fleschen (FRG)                  |                         |
| 1985                           | Bob Verbeeck (BEL)       | Thomas Wessinghage (FRG)    | Vitaliy Tyshchenko (URS)             |                         |
| 1986                           | Dietmar Millonig (AUT)   | Stefano Mei (ITA)           | João Campos (POR)                    |                         |
| 1987                           | José Luis González (ESP) | Dieter Baumann (FRG)        | Pascal Thiébaut (FRA)                |                         |
| 1988                           | José Luis González (ESP) | Markus Hacksteiner (SUI)    | Mikhail Dasko (URS)                  |                         |
| 1989                           | Dieter Baumann (FRG)     | Abel Antón (ESP)            | Jacky Carlier (FRA)                  |                         |
| 1990                           | Éric Dubus (FRA)         | Jacky Carlier (FRA)         | Branko Zorko (YUG)                   |                         |
| 1992                           | Gennaro Di Napoli (ITA)  | John Mayock (GBR)           | José Luís González (ESP)             |                         |
| 1994                           | Kim Bauermeister (GER)   | Ovidiu Olteanu (ROU)        | Rod Finch (GBR)                      |                         |
| 1996                           | Anacleto Jiménez (ESP)   | Christophe Impens (BEL)     | Panagiotis Papoulias (GRE)           |                         |
| 1998                           | John Mayock (GBR)        | Manuel Pancorbo (ESP)       | Alberto García (ESP)                 |                         |
| 2000                           | Mark Carroll (IRL)       | Rui Silva (POR)             | John Mayock (GBR)                    |                         |
| 2002                           | Alberto García (ESP)     | Antonio David Jiménez (ESP) | Jesus España (ESP) John Mayock (GBR) |                         |
| 2005                           | Alistair Cragg (IRL)     | John Mayock (GBR)           | Reyes Estévez (ESP)                  |                         |
| 2007                           | Cosimo Caliandro (ITA)   | Bouabdellah Tahri (FRA)     | Jesús España (ESP)                   |                         |
| 2009                           | Mohamed Farah (GBR)      | Bouabdellah Tahri (FRA)     | Jesús España (ESP)                   |                         |
| 2011                           | Mohamed Farah (GBR)      | Hayle İbrahimov (AZE)       | Halil Akkas (TUR)                    |                         |
| 2013                           | Hayle İbrahimov (AZE)    | Juan Carlos Higuero (ESP)   | Ciarán O'Lionáird (IRL)              |                         |
| 2015                           | Ali Kaya (TUR)           | Lee Emanuel (GBR)           | Henrik Ingebrigtsen (NOR)            |                         |
| 2017                           | Adel Mechaal (ESP)       | Henrik Ingebrigtsen (NOR)   | Richard Ringer (GER)                 |                         |
| 2019                           | Jakob Ingebrigtsen (NOR) | Chris O'Hare (GBR)          | Henrik Ingebrigtsen (NOR)            |                         |
| 2021                           | Jakob Ingebrigtsen (NOR) | Isaac Kimeli (BEL)          | Adel Mechaal (ESP)                   |                         |
| 2023                           | Jakob Ingebrigtsen (NOR) | Adel Mechaal (ESP)          | Elzan Bibić (SRB)                    |                         |
| 2025                           | Jakob Ingebrigtsen (NOR) | George Mills (GBR)          | Azeddine Habz (FRA)                  |                         |

### Femmes
| Édition | Or                       | Argent                        | Bronze                        |
| ------- | ------------------------ | ----------------------------- | ----------------------------- |
| 1982    | Agnese Possamai (ITA)    | Maricica Puică (ROU)          | Paula Fudge (GBR)             |
| 1983    | Yelena Sipatova (URS)    | Agnese Possamai (ITA)         | Yelena Malykhina (URS)        |
| 1984    | Brigitte Kraus (FRG)     | Tatyana Pozdnyakova (URS)     | Ivana Kleinová (TCH)          |
| 1985    | Agnese Possamai (ITA)    | Olga Bondarenko (URS)         | Yvonne Murray (GBR)           |
| 1986    | Ines Bibernell (GDR)     | Yvonne Murray (GBR)           | Regina Chistyakova (URS)      |
| 1987    | Yvonne Murray (GBR)      | Elly van Hulst (NED)          | Brigitte Kraus (FRG)          |
| 1988    | Elly van Hulst (NED)     | Vera Michallek (FRG)          | Wendy Sly (GBR)               |
| 1989    | Elly van Hulst (NED)     | Nicky Morris (GBR)            | Maricica Puică (ROU)          |
| 1990    | Elly van Hulst (NED)     | Margareta Keszeg (ROU)        | Andrea Hahmann (GDR)          |
| 1992    | Margareta Keszeg (ROU)   | Alina Ivanova (EUN)           | Rita Marquard (GER)           |
| 1994    | Fernanda Ribeiro (POR)   | Margareta Keszeg (ROU)        | Anna Brzezińska (POL)         |
| 1996    | Fernanda Ribeiro (POR)   | Sara Wedlund (SWE)            | Marta Domínguez (ESP)         |
| 1998    | Gabriela Szabo (ROU)     | Fernanda Ribeiro (POR)        | Marta Domínguez (ESP)         |
| 2000    | Gabriela Szabo (ROU)     | Lidia Chojecka (POL)          | Marta Domínguez (ESP)         |
| 2002    | Marta Domínguez (ESP)    | Carla Sacramento (POR)        | Yelena Zadorozhnaya (RUS)     |
| 2005    | Lidia Chojecka (POL)     | Susanne Pumper (AUT)          | Sabrina Mockenhaupt (GER)     |
| 2007    | Lidia Chojecka (POL)     | Marta Domínguez (ESP)         | Silvia Weissteiner (ITA)      |
| 2009    | Alemitu Bekele (TUR)     | Sara Moreira (POR)            | Mary Cullen (IRL)             |
| 2011    | Helen Clitheroe (GBR)    | Lidia Chojecka (POL)          | Layes Abdullayeva (AZE)       |
| 2013    | Sara Moreira (POR)       | Corinna Harrer (GER)          | Fionnuala Britton (IRL)       |
| 2015    | Yelena Korobkina (RUS)   | Sviatlana Kudzelich (BLR)     | Maureen Koster (NED)          |
| 2017    | Laura Muir (GBR)         | Yasemin Can (TUR)             | Eilish McColgan (GBR)         |
| 2019    | Laura Muir (GBR)         | Konstanze Klosterhalfen (GER) | Melissa Courtney (GBR)        |
| 2021    | Amy-Eloise Markovc (GBR) | Alice Finot (FRA)             | Verity Ockenden (GBR)         |
| 2023    | Hanna Klein (GER)        | Konstanze Klosterhalfen (GER) | Melissa Courtney-Bryant (GBR) |
| 2025    | Sarah Healy (IRL)        | Melissa Courtney-Bryant (GBR) | Salomé Afonso (POR)           |